# Mykolajiwka (Nowomoskowsk)
Mykolajiwka (ukrainisch Миколаївка; russisch Николаевка Nikolajewka) ist ein Dorf in der ukrainischen Oblast Dnipropetrowsk mit etwa 3300 Einwohnern (2004).

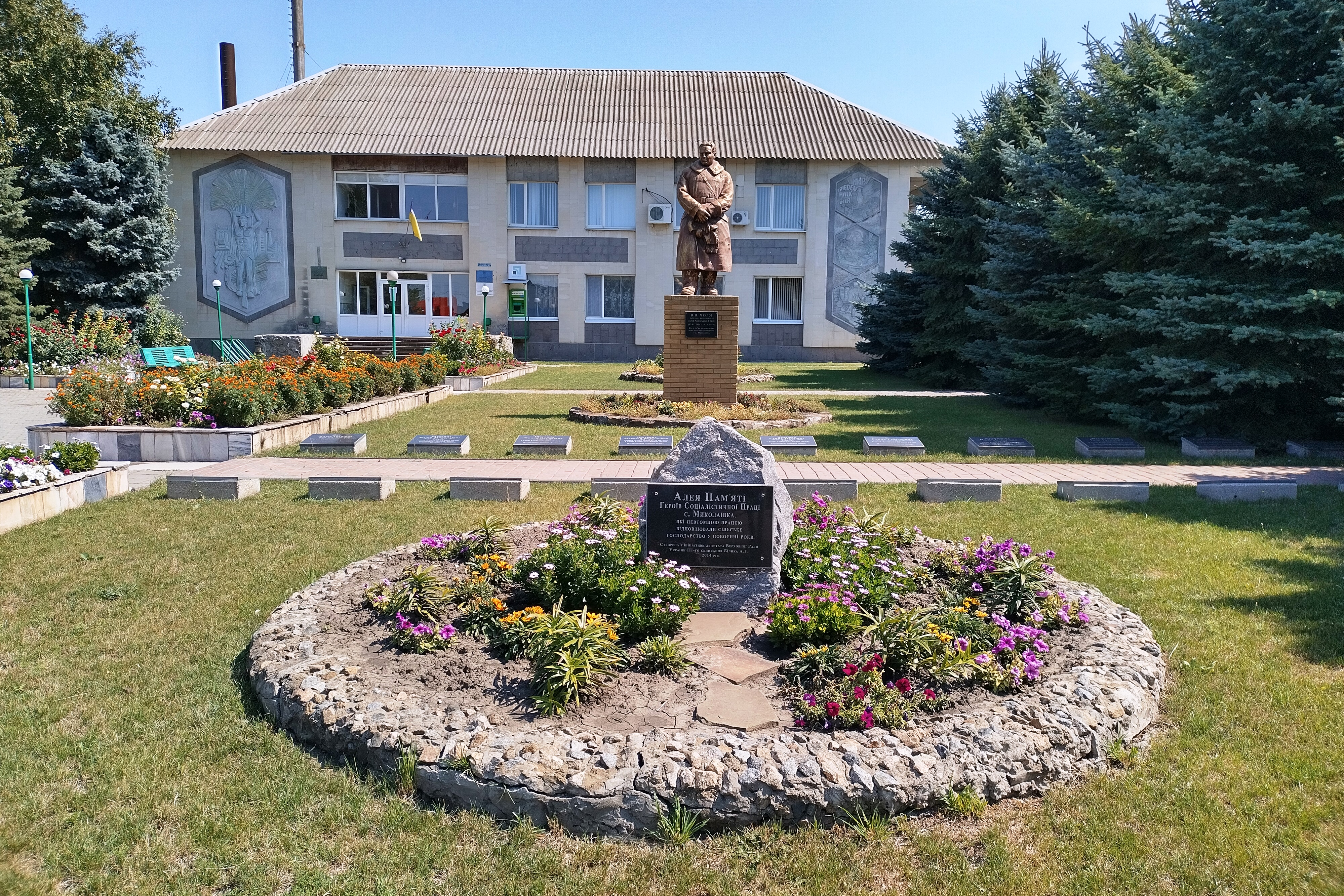
Gemeindezentrum im Ort

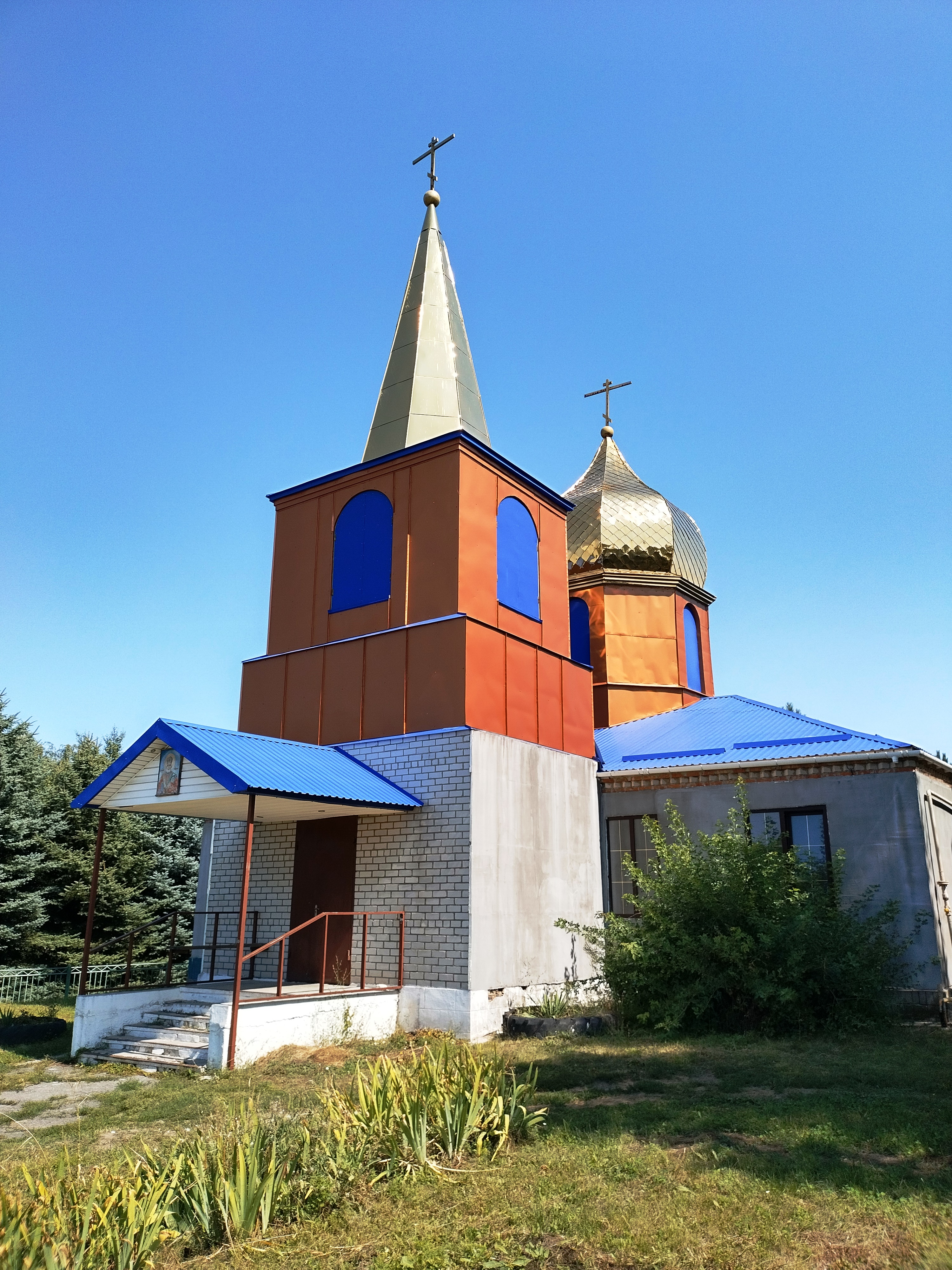
Kirche im Ort

Das in der zweiten Hälfte des 18. Jahrhunderts gegründete Dorf liegt im Rajon Nowomoskowsk am Ufer des Hubynycha (Губиниха), einem 34 km langen, linken Nebenfluss des Kiltschen (Кільчень). Im Osten grenzt das Dorf an die Siedlung städtischen Typs Hubynycha.
Mykolajiwka befindet sich 21 km nördlich vom Nowomoskowsk und 42 km nördlich der Oblasthauptstadt Dnipro.
Am 12. Juni 2020 wurde das Dorf ein Teil der neugegründeten Siedlungsgemeinde Hubynycha, bis dahin bildete es zusammen mit den Dörfern Koroliwka (Королівка), Nowe (Нове) und Satyschne (Затишне) die gleichnamige Landratsgemeinde Mykolajiwka (Миколаївська сільська рада/Mykolajiwska silska rada) im Westen des Rajons Nowomoskowsk.